# Richard Freitag
Richard Freitag, född 14 augusti 1991 i Erlabrunn i Erzgebirgskreis i Sachsen, är en tysk backhoppare. Han representerar SG Nickelhütte-Aue.

## Karriär
Richard Freitag debuterade i världscupen den 29 december 2009 i Oberstdorf. Första säsongen uppnådde han endast en världscuppoäng. Säsongen 2011/2012 blev han nummer 6 sammanlagt. Han har en delseger i världscupen som bästa resultat hittills i karriären; den 11 december 2011 i Harrachov där han vann disciplinen HS 142.. Utöver denna har han även stått på pallen tre gånger (individuellt).
Freitag deltog i skidflygnings-VM 2010 i Planica i Slovenien. Där blev han nummer 28 i den individuella tävlingen. I lagtävlingen blev han nummer 7 tillsammans med det tyska laget. Österrike vann före Norge och Finland. Under Världsmästerskapen i skidflygning i Vikersund 2012 blev Richard Freitag silvermedaljör i laghoppningen tillsammans med lagkompisarna Severin Freund, Maximilian Mechler och Andreas Wank. Österrikarna var 23,2 poäng före Tyskland och 68,0 poäng före Slovenien.
Richard Freitag startade i junior-VM januari 2011 i Otepää i Estland. Han vann en silvermedalj i lagtävlingen och blev nummer 9 i den individuella tävlingen. En dryg månad senare deltog han i Skid-VM 2011 i Holmenkollen i Oslo. Han blev nummer 15 i stora backen och nummer 4 i lagtävlingen i samma backe. Österrike vann tävlingen klart före Norge. Tysklands lag var endast 0,7 poäng efter Slovenien i kampen om bronsmedaljen.

## Övrigt
Richard Freitag började i skidgymnasiet i Oberwiesenthal 2011. Han är son till Holger Freitag, tidigare backhoppare som tävlade för Östtyskland och bror till Selina Freitag.